# Анновка (Антрацитовский район)
Анновка (укр. Ганнівка) — село, относится к Антрацитовскому району Луганской области Украины. Под контролем самопровозглашённой Луганской Народной Республики.

## География
Соседние населённые пункты: село Городнее и посёлки Селезнёвка на северо-западе, Бугаевка на севере, село Малая Юрьевка на востоке, посёлки Широкий на юго-востоке, сёла Никитовка на юге, Баштевич на юго-западе.
В Луганской области также существует одноимённый населённый пункт Анновка, подчинённый городу Брянке.

## Население
Население по переписи 2001 года составляло 10 человек.

## Общие сведения
Почтовый индекс — 94640. Телефонный код — 6431. Занимает площадь 0,444 км². Код КОАТУУ — 4420384403.

## Местный совет
94640, Луганская обл., Антрацитовский р-н, с. Никитовка, ул. Центральная